# Bukovo, Smolean
Bukovo (în bulgară Буково) este un sat în comuna Madan, regiunea Smolean,  Bulgaria. 

## Demografie
Componența etnică a satului Bukovo
     Bulgari (59,5%)
     Nicio identificare (40,49%)
     Altele (0%)
La recensământul din 2011, populația satului Bukovo era de 284 locuitori. Din punct de vedere etnic, majoritatea locuitorilor (59,5%) erau bulgari. Pentru 40,49% din locuitori nu este cunoscută apartenența etnică.